# Alex Holcombe
Alex Bernard Holcombe (Houston, 22 novembre 1969) è un ex cestista statunitense, professionista in Europa e Sudamerica.

## Carriera
È stato selezionato dai Sacramento Kings al secondo giro del Draft NBA 1993 (44ª scelta assoluta).

## Palmarès
- Migliore nella percentuale di tiro IBL (2000)